# 紹斯威克 (麻薩諸塞州)
紹斯威克（英語：Southwick）是一個位於美國麻薩諸塞州漢登縣的鎮。

## 人口
根據2020年美國人口普查的數據，紹斯威克的面積為82.20平方千米，當中陸地面積為79.80平方千米，而水域面積為2.20平方千米。當地共有人口9232人，而人口密度為每平方千米112人。